# Lutz Schwerin von Krosigk

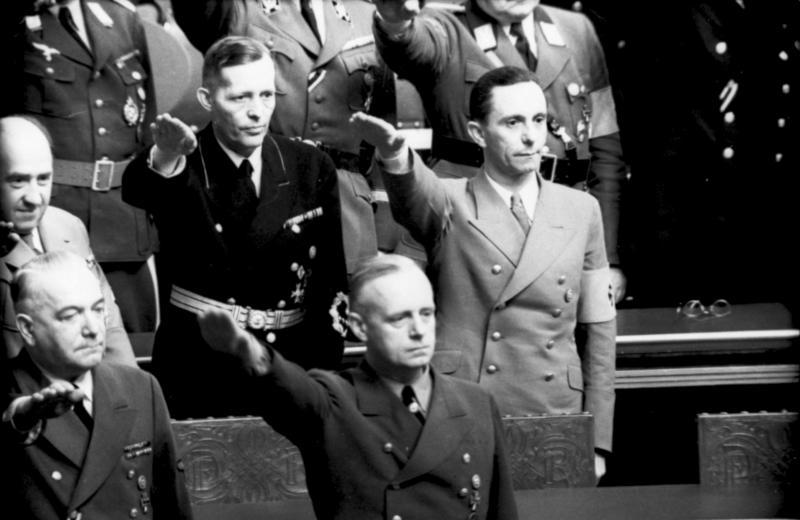
Krosigk och Joseph Goebbels gör Hitlerhälsning i Riksdagen, 1941.

Johann Ludwig (Lutz) Graf Schwerin von Krosigk, född 22 augusti 1887 i Rathmannsdorf, Staßfurt, död 4 mars 1977 i Essen, var en tysk greve, jurist, ekonom och politiker (partilös). Han var finansminister 1932–1945 samt Tredje rikets siste regeringschef från den 2 maj till 23 maj 1945.

## Biografi
Schwerin von Krosigk studerade juridik i Halle, Lausanne och vid Oxford innan första världskriget bröt ut, i vilket han framgångsrikt tjänstgjorde som löjtnant och dekorerades med Järnkorset av första klassen. Efter kriget gifte han sig med baronessan Ehrengard von Plettenberg (1895–1979). Schwerin von Krosigk, som sedan 1925 innehade titeln greve av Schwerin, var politiskt konservativ och utnämndes till finansminister i Franz von Papens ministär som bildades i juni 1932. Han fick fortsatt förtroende i Kurt von Schleichers regering som bildades i december samma år och, förvånansvärt nog, eftersom Schwerin von Krosigk inte var nazist och dessutom ideologisk motståndare till nazismen, fick han också sitta kvar som finansminister när Adolf Hitler utnämndes till rikskansler den 30 januari 1933 och bildade regering. I motsats till många andra oppositionella konservativa rensades aldrig Schwerin von Krosigk ut och förblev Tysklands finansminister fram till Tysklands nederlag i andra världskriget år 1945.
I sitt politiska testamente, daterat den 29 april 1945, avskaffade Adolf Hitler titeln Führer, vilken hade ersatt rikspresidentposten vid Hindenburgs död 1934, och återinförde den gamla titeln rikspresident (Reichspräsident). Storamiral Karl Dönitz utnämndes i testamentet till rikspresident, det vill säga statschef, medan Joseph Goebbels blev rikskansler (Reichskanzler). Goebbels skulle dock bara inneha posten i 29 timmar, innan han begick självmord den 1 maj.
Dönitz, i egenskap av Tysklands statsöverhuvud, utnämnde då Schwerin von Krosigk till ny rikskansler, en post som Schwerin von Krosigk nekade till, men slutligen accepterade med den modifierade titeln "ledande minister" (Leitender Minister), varpå han tillträdde som regeringschef den 2 maj. Dönitz och Schwerin von Krosigks regering, den så kallade Flensburgregeringen, uppkallad efter den stad vid danska gränsen som den hade som sin "huvudstad", bestod främst av Hitleroppositionella och nazistkritiker och försökte under krigets sista dagar mäkla en skälig fred med västmakterna och på egen hand göra upp med SS och de nazistiska krigsförbrytarna för att rädda Tysklands ansikte. Detta var dock till stor del lönlöst och den 23 maj 1945 upplöstes regeringen när den tyska regeringsmakten övergick i de allierades händer. När Förbundsrepubliken Tyskland grundades 1949 fick regeringschefen titeln "förbundskansler" (Bundeskanzler), en titel som ej kom att förändras då Östtyskland kom att uppgå i Västtyskland som en del av det förenade Tyskland den 3 oktober 1990. Schwerin von Krosigk var därmed den senaste regeringschefen i Tyskland att inneha en annan titel under sin regering den 2–23 maj 1945.
I ett radiotal till det tyska folket den 2 maj 1945 nämnde Schwerin von Krosigk uttrycket "Järnridån", som han hade hämtat från ett av Goebbels propagandatal om vad som skulle hända om Sovjetunionen segrade i kriget och som Winston Churchill sedan i sin tur lånade från von Krosigk.

### Ministerierättegången
År 1949 dömdes Schwerin von Krosigk vid Ministerierättegången till tio års fängelse av en amerikansk militärdomstol för sin roll i den nazistiska regeringen, men benådades redan år 1951. Han levde resten av sitt liv i Västtyskland som offentlig person, publicerade flera böcker samt arbetade som expert och rådgivare inom det västtyska finansdepartementet.
År 1977 utgav von Krosigk sina memoarer Persönliche Erinnerungen. Han avled i sitt hem i Essen den 4 mars 1977.
Hans dotterdotter Beatrix von Storch är förbundsdagsledamot och vice partiledare för Alternativ för Tyskland.

### Webbkällor
- Biografi över Schwerin von Krosigk (tyska)